# سیارک ۲۴۱۷
سیارک ۲۴۱۷ (به انگلیسی: 2417 McVittie، نامگذاری:1964CD) دو هزار و چهارصد و هفدهمین سیارک کشف شده‌است که در ۱۵ فوریه ۱۹۶۴ کشف شد.
قدر مطلق سیارک برابر ۱۱٫۸۰ است.